# LibRaw
LibRaw es una biblioteca de software libre y de código abierto para leer archivos raw de cámaras digitales. Es compatible con prácticamente todos los formatos raw. Se basa en el código fuente de dcraw, con modificaciones, y "está diseñado para incrustar en convertidores raw, analizadores de datos y otros programas que utilizan archivos raw como datos iniciales".
LibRaw está disponible para Windows, macOS, Linux y FreeBSD. Está incluido en muchas distribuciones de Linux como Arch Linux, Debian, Fedora, Gentoo Linux, openSUSE, Slackware y Ubuntu.
Algunos software que utilizan LibRaw incluyen digiKam, EasyHDR, gThumb, Gwenview, IrfanView, KStars, OpenImageIO, Siril, y Topaz Studio.